# Tergaster Kirche

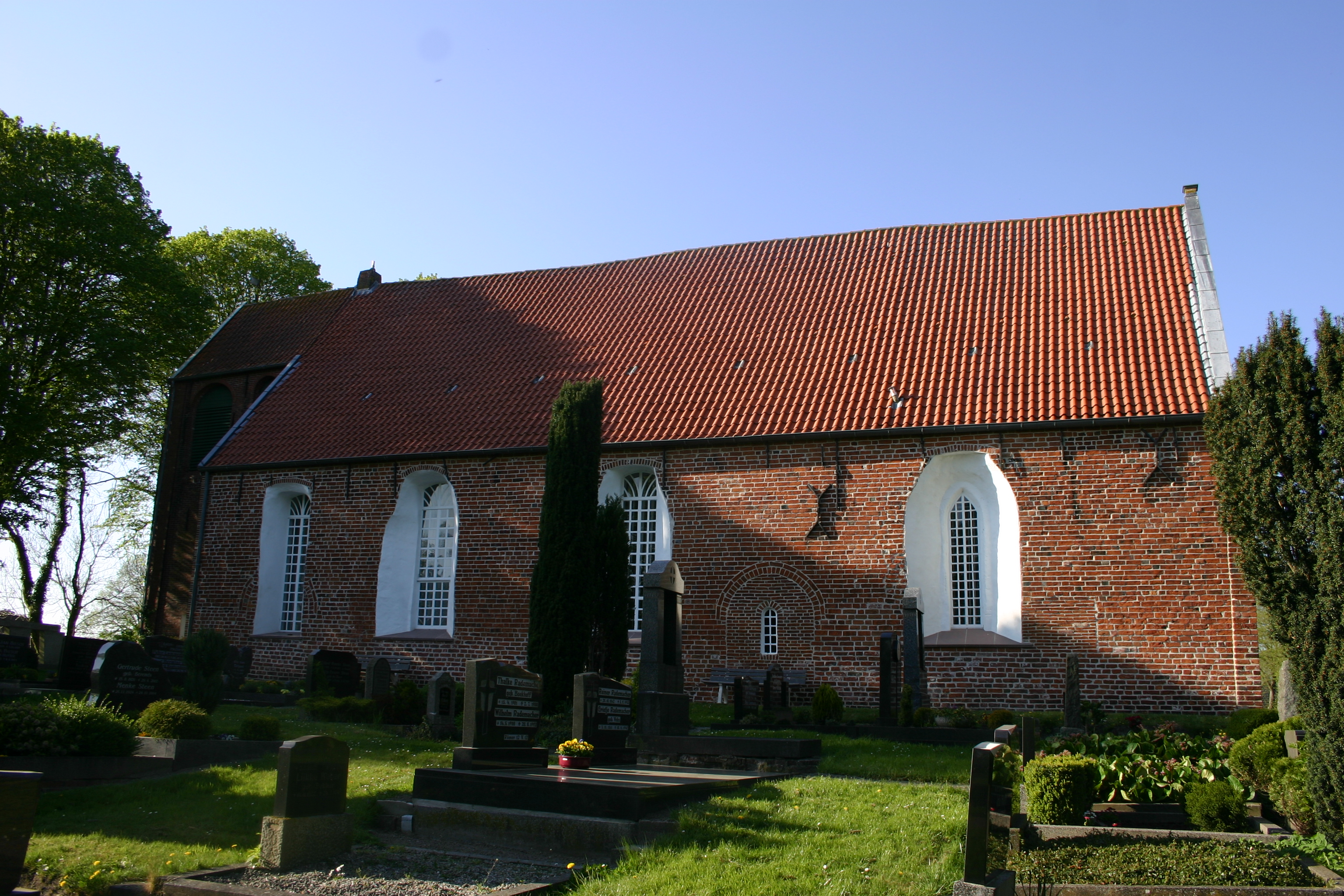
Tergaster Kirche

Die evangelisch-reformierte Tergaster Kirche im ostfriesischen Moormerland wurde im 13. Jahrhundert als Saalkirche gebaut.

## Geschichte
Der Bau der Kirche begann im 13. Jahrhundert. Zuvor wurde eine 8,5 Meter hohe künstliche Warft aufgeschüttet. Dabei wendeten die Tergaster eine Technik an, die sonst in Ostfriesland bis dato nur in Altfunnixsiel nachgewiesen werden konnte. In dem künstlichen Hügel wechseln sich jeweils eine Lage säuberlich verlegter Backsteine mit einer etwa 40 Zentimeter starken Sandschicht ab. Möglicherweise hatte die Kirche einen Vorgängerbau an gleicher Stelle. Darauf deuten Ergebnisse einer Grabung zur Sicherung des Turmfundamentes hin, bei denen einige Reste entdeckt wurden.
Das ursprüngliche Patrozinium der Kirche ist unbekannt. Möglicherweise war sie den Vierzehn Nothelfern geweiht, worauf die Anzahl der (seit der Reformation leeren) Blendnischen im Lettner hindeutet, der um 1400 in die Kirche eingebaut wurde. In den 14 Nischen können aber die Figuren von Christus und den zwölf Aposteln sowie einer weiteren Figur aufgestellt worden sein. Wahrscheinlich im 14. oder 15. Jahrhundert wurde an das Gotteshaus eine halbrunde Apsis angebaut, die später einstürzte oder abgetragen wurde. Die Apsis wies eine Breite von 8,24 Metern auf, während der Ostgiebel 12,50 Meter Breite misst. Die Fundamentmauern der Apsis waren 0,77 Meter stark. Oben wurde sie von einem Stufengiebel abgeschlossen.
Nach der Reformation wurden Seitenaltäre, die vor den beiden äußeren Blendbögen des Lettners standen, entfernt. Ihr ehemaliger Standpunkt ist noch deutlich an den Stellen, an denen die Altarplatten in die Wand eingelassen waren, zu erkennen.
Zu Beginn des 19. Jahrhunderts fiel der Westgiebel der Kirche bei einem Sturm ein, danach wurde der jetzige Glockenturm errichtet. Im Jahre 1984 wurde die Kirche umfassend renoviert. Dabei wurde versucht, die farbliche Gestaltung der Lettnerwand teilweise wieder sichtbar zu machen.
Seit 2023 organisiert der UnsDörp Förderverein die Veranstaltungsreihe „Kulturkirche Tergast“. So finden von Zeit zu Zeit verschiedenste Veranstaltungen in der historischen Kirche zu Tergast statt.

## Beschreibung
Die Kirche hat eine Länge von 23,9 Metern und eine Breite von 11,8 Metern und wird von einem Satteldach abgeschlossen, das sich in gleicher Höhe über den eingezogenen Westturm erstreckt. In der Nordwand befinden sich vermauerte Fensternischen, in der Südwand vier nachträglich erweiterte Fenster mit ungegliederten Laibungen. Die alten Portale an Nord- und Südseite wurden zugemauert. Die beiden außen vermauerten Seitenaltarfenster, sogenannte Hagioskope, sind innen gut sichtbar erhalten. Heute wird die Kirche über die Nordseite betreten. Der Chorraum war ursprünglich überwölbt und enthielt in der Nordmauer eine Sakramentsnische.
Der steinerne Lettner stellt in seiner Ausführung mit vier Bögen eine architektonische Besonderheit in Ostfriesland dar. Die Nischen für die Seitenaltäre sind höher als die beiden Durchgänge in der Mitte. An den Quermauern des Durchgangs sind tiefe Nischen eingelassen, in denen eine Statue oder ein Retabel aufgestellt werden konnte. Die breitere Nische in der Mitte trägt die Inschrift „Am Anfang war das Wort“ (Joh 1,1a ).

## Ausstattung

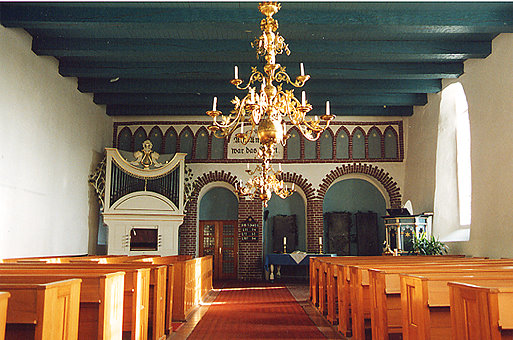
Innenraum der Tergaster Kirche

Rechts vom Lettner ist eine hölzerne polygonale Kanzel in blau-weiß-goldener Fassung aufgestellt. Ecksäulen gliedern die Kanzelfelder mit Rundbögen. Das hölzerne Kirchengestühl mit Füllungen an den Seiten lässt einen Mittelgang frei. In der südlichen Chorwand ist eine Piscina mit Segmentbogen in einer quadratischen Nische eingelassen.
Zu den weiteren Ausstattungsgegenständen gehören ein 1710 gefertigter Kelch eines unbekannten Meisters sowie eine Weinkanne und ein Brotteller, die wahrscheinlich 1928 geschaffen wurden.

## Orgel
Eine erste Orgel wurde 1817 in der Kirche aufgebaut. Im Jahre 1939 wurde die Empore abgerissen und eine neue Orgel aufgestellt. Der Verbleib des alten Instruments ist unbekannt. Das heutige Werk stammt aus der reformierten Kirche von Neustadtgödens, für die sie in den Jahren 1839 bis 1840 von dem Orgelbaumeister Gerd Sieben Janssen aus Aurich erbaut wurde. In Tergast wurde das Instrument vom Norder Orgelbauer Puchar, der seine Werkstatt in Emden hatte, zusammen mit dem langjährigen Organisten G. Dirks aus Oldersum gewartet und leicht umdisponiert. Im Laufe der Zeit litt das Instrument vor allem unter der trockenen Heizungsluft in der Kirche, weshalb eine Bespielung zeitweise nicht mehr möglich war. 1999/2000 erfolgte eine umfassende Rekonstruktion durch Winold van der Putten (Finsterwolde) auf der Grundlage des historischen Materials. Die Orgel verfügt über sieben Register auf einem Manual und ein angehängtes Pedal und weist folgende Disposition auf:
| Manual C-f3     |    |                      |
| Prinzipal       | 4′ | J                    |
| Gedackt         | 8′ | J (Diskant)/P (Bass) |
| Viola d Gamba   | 8′ | J (Diskant)/P (Bass) |
| Traversflöte    | 4′ | P                    |
| Octave          | 2′ | J                    |
| Rauschpfeife II |    | P (teilweise)        |
| Trompete B/D    | 8′ | P                    |

J = Janssen
P = van der Putten